# José Berardo
José Manuel Rodrigues Berardo (né le 4 juillet 1944 à Madère) est un homme d’affaires portugais et un collectionneur d'œuvres d'art dont la fortune était estimée en 2008 à 1,8 milliard de dollars par le magazine Forbes. Sa collection d’art du XXe siècle est exposée depuis 2006 au Centre culturel de Belem dans le cadre d’un accord avec l’État portugais qui s’est engagé à prendre en charge les frais de fonctionnement et le bâtiment en contrepartie du dépôt des œuvres. À l’issue d’une période de dix ans, l’État portugais pourra décider de lever l’option d’achat fixée à 316 millions d'euros par une évaluation de la maison de vente Christie's,.
Il doit près d’un milliard d’euros à trois banques du pays, dont la Caisse des dépôts, que l’État portugais recapitalise. Son comportement lors de son audition par les députés en mai 2019 a provoqué l'indignation d'une partie de l'opinion publique. Entendu dans le cadre d’une commission d’enquête, il s'y montre narquois et rejette ses responsabilités. Il est question de lui retirer ses décorations : deux présidents de la République l’ont fait commandeur, puis grand-croix de l’ordre de l’Infant Dom Henrique. D'après le journal Diário de Notícias, il est « la figure la plus visible d’un système financier qui fonctionnait avec des incitations faussées et une promiscuité criminelle entre le pouvoir politico-économique et une élite qui se pensait intouchable. »
Le 29 juin 2021, il est arrêté et mis en examen des chefs d’inculpation d’escroquerie, fraude fiscale et blanchiment de capitaux dans le cadre de quatre opérations financières au préjudice de la Caixa Geral de Depósitos d’une valeur estimée de 439 millions d’euros.